# Wim Bron
Wim Bron (Waddinxveen, 9 februari 1948) is een voormalig voetballer van Excelsior en NAC.
Wim Bron begon met voetballen bij Be Fair uit zijn geboorteplaats Waddinxveen. Daar werd Bron eind jaren zestig opgepikt door Excelsior.
Bij de Rotterdamse ploeg groeide de verdediger langzaam uit tot een vaste basisspeler. Hij degradeerde in 1973 met de Kralingers uit de eredivisie, maar werd een seizoen later alweer kampioen van de eerste divisie.
Na dat seizoen vertrok hij naar NAC, waarvoor hij in totaal veertig wedstrijden op het hoogste niveau speelde. Na afloop van het seizoen 1975-1976 zette Bron een punt achter zijn loopbaan in het betaalde voetbal.